# Cataletto
Con cataletto è denominata una tipologia di fercolo, ossia una portantina processionale avente diverse forme, in prevalenza ad imitazione di bara o talora in forma di piramide. Si tratta per lo più di strutture lignee rivestite di stucco o di metalli preziosi.

## In Campania
A Nola, i cataletti erano rudimentali strutture di legno a forma piramidale, divenute poi nel corso del XIX secolo gli odierni Gigli di Nola.
Sui cataletti erano apposti dei ceri e dei fiori (dei gigli, appunto), e poi venivano trasportati in processione dai nolani lungo le strade della città, in memoria del ritorno del Vescovo Ponzio Meropio Paolino dalla prigionia ad opera dei barbari.
Vi è significativa traccia dell'esistenza di queste strutture nell'opera "La terrà natìa" (1512) dello scrittore nolano Ambrogio Leone (1457-1525).

## In Sicilia

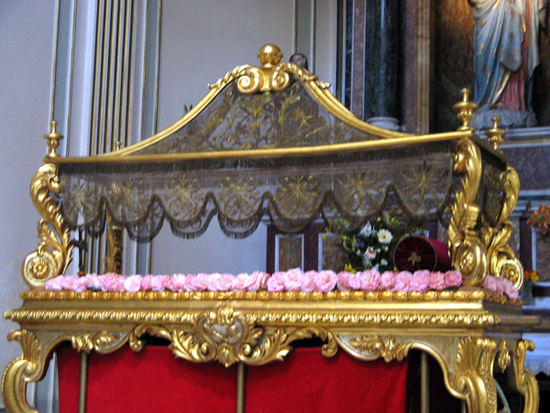
Cataletto - Chiesa Madre di Zafferana Etnea

In alcune località siciliane, particolarmente nella zona etnea, la portantina a forma di bara destinata ad accogliere la statua del Cristo Morto, per l'esposizione e per la processione del Venerdì Santo. Questi cataletti assumono spesso la consistenza di vere e proprie opere d'arte, realizzate in legno scolpito e indorato, dalle forme eleganti, spesso elaborate, in particolare quelle di epoca tardo-barocca. I cataletti utilizzati a questo scopo sono aperti sui quattro lati, o al massimo chiusi da vetri, in modo da permettere ai fedeli di vedere e venerare la statua del Cristo durante le processioni. In alcuni luoghi il cataletto viene anche semplicemente chiamato bara, ma in questo caso si tratta di una struttura più squadrata e più simile ad una cassa da morto.
Una certa somiglianza d'uso può riferirsi al catafalco. In alcune località è detta anche bara, vara o fercolo.